# Schönline
Schönline este o companie producătoare de profile din PVC din România.
Schönline Grup a funcționat până în 2004 ca subsidiară a grupului austriac Schönline, îar în prezent firma este deținută de doi cetățeni turci, Bunyamin Altindag și Halis Koc.
Cifra de afaceri:
- 2007: 15 milioane euro[1]
- 2006: 10 milioane euro[2].